# Internationale Filmfestspiele von Cannes 2013

Offizielles Logo zur 66. Auflage des Filmfestivals

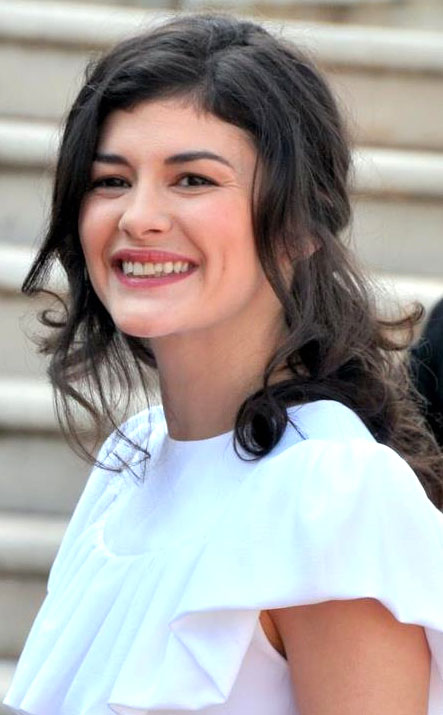
Audrey Tautou, Moderatorin der Eröffnungszeremonie und abschließenden Preisverleihung

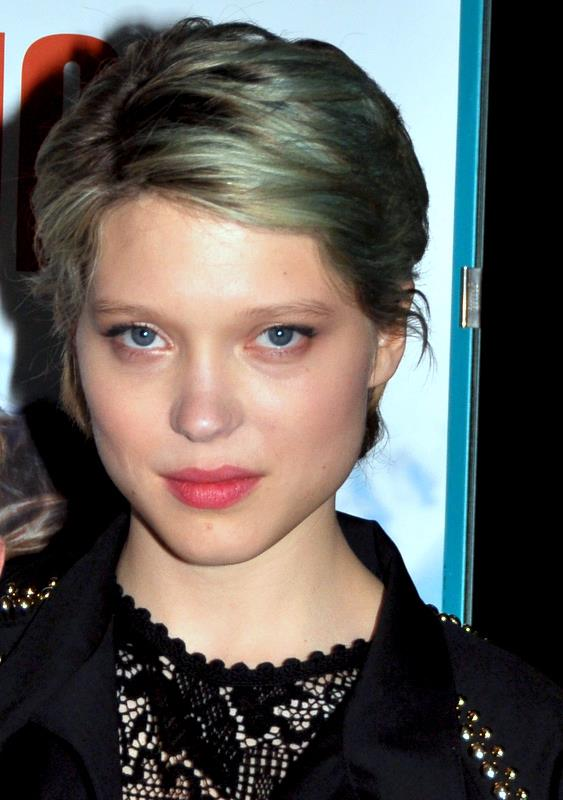
Léa Seydoux nahm die Goldene Palme gemeinsam mit Abdellatif Kechiche und Adèle Exarchopoulos entgegen

Die 66. Internationalen Filmfestspiele von Cannes fanden vom 15. bis 26. Mai 2013 statt. Eröffnet wurde das Filmfestival mit Baz Luhrmanns US-amerikanischer 3D-Literaturverfilmung Der große Gatsby. Als Abschlussfilm wurde der in Südafrika spielende französische Kriminalfilm Zulu von Jérôme Salle benannt. Beide Filme wurden außer Konkurrenz gezeigt. Der internationalen Jury, die unter anderem die Goldene Palme, den Hauptpreis des Festivals, vergibt, stand in diesem Jahr der US-amerikanische Regisseur Steven Spielberg vor.
Filmemacher aus dem deutschsprachigen Raum erhielten keine Einladungen in den diesjährigen Wettbewerb. Die deutsche Regisseurin Katrin Gebbe war jedoch mit ihrem Debütfilm Tore tanzt in der Sektion Un Certain Regard vertreten. Jährlich wechselndes Gastland war 2013 Indien, das zum 100. Jubiläum des Beginns seiner nationalen Filmindustrie mit einer Gala-Aufführung des vierteiligen Films Bombay Talkies geehrt wurde.
Die französische Schauspielerin Audrey Tautou moderierte als Gastgeberin („maîtresse de cérémonie“) die Auftaktzeremonie am 15. Mai und die Preisgala am 26. Mai. Tautou, die bereits im Vorjahr mit der Titelrolle in Claude Millers Literaturverfilmung Thérèse Desqueyroux das Festival offiziell abgeschlossen hatte, folgte damit ihrer Landsfrau Bérénice Bejo.
Die Goldene Palme ging an den Film Blau ist eine warme Farbe (Originaltitel: La Vie d’Adèle – Chapitre 1 & 2) von Abdellatif Kechiche. Dabei wurde der Hauptpreis ausnahmsweise nicht nur an den Regisseur, sondern auch an die beiden Hauptdarstellerinnen Léa Seydoux und Adèle Exarchopoulos vergeben.

## Festivalplakat
Das offizielle Festivalplakat wurde im März 2013 vorgestellt. Nachdem in den Vorjahren dieses von Schauspielerinnen dominiert worden war, wurde zur 66. Auflage eine Abbildung von Joanne Woodward und Paul Newman ausgewählt. Das Bild entstand während der Dreharbeiten des Films Eine neue Art von Liebe (1963) und zeigt das US-amerikanische Schauspieler-Ehepaar ästhetisch auf dem Boden liegend und küssend. 2013 jährt sich der Tod Paul Newmans zum fünften Mal.
Woodward und Newman standen erstmals 1958 in Martin Ritts Südstaaten-Drama Der lange, heiße Sommer gemeinsam vor der Kamera. Mit der Literaturverfilmung besuchten beide im selben Jahr zum ersten Mal das Filmfestival, wo Newman für seine Leistung als prinzipienloser Herumtreiber mit dem Darstellerpreis ausgezeichnet wurde. Es war der Beginn einer erfolgreichen Zusammenarbeit von Woodward und Newman, die über Jahrzehnte anhielt. Als Regisseur realisierte Newman mit seiner Frau unter anderem die Cannes-Beiträge Die Wirkung von Gammastrahlen auf Ringelblumen (Darstellerpreis für Woodward 1973) und Die Glasmenagerie (1986).
Das ursprüngliche Bild wurde von der Pariser Werbeagentur Bronx grafisch bearbeitet.

## Offizielle Auswahl

### Internationaler Wettbewerb

#### Wettbewerbsjury

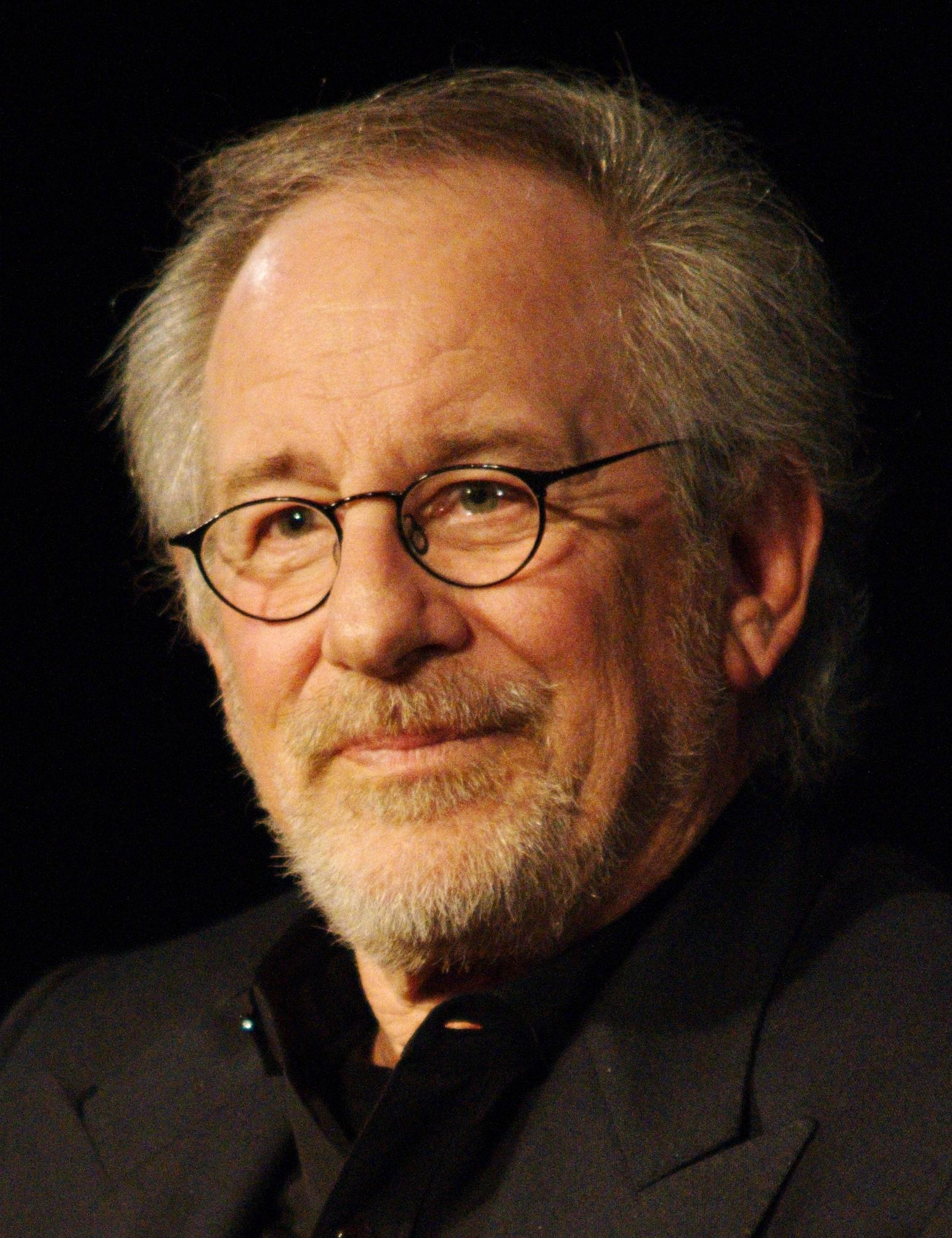
Jurypräsident Steven Spielberg

Als Nachfolger des letztjährigen Jurypräsidenten Nanni Moretti wurde Ende Februar 2013 Steven Spielberg präsentiert. Der US-Amerikaner erwarb sich den Ruf, der erfolgreichste Regisseur seiner Generation zu sein. Durch kommerziell so erfolgreiche Filme wie Der weiße Hai (1975), der Indiana-Jones-Reihe (1981–2008) oder Jurassic Park (1993) galt Spielberg lange als „Meister des Unterhaltungsfilms“, ehe sich mit Schindlers Liste auch großer künstlerischer Erfolg bei der internationalen Fachkritik einstellte. Daneben war Spielberg Mitbegründer des unabhängigen Filmstudios DreamWorks und etablierte sich unter anderem mit der Zurück-in-die-Zukunft- (1985–1990) und Men-in-Black-Trilogie (1997–2012) bzw. Band of Brothers – Wir waren wie Brüder (2001) und The Pacific (2010) auch als Film- und Fernsehproduzent.

Spielberg debütierte 1974 im Wettbewerb mit seinem Kinodebüt Sugarland Express, dass ihm den Drehbuchpreis einbrachte. Daraufhin stellte er nachfolgende Werke (E.T. – Der Außerirdische, Die Farbe Lila, Indiana Jones und das Königreich des Kristallschädels) ausnahmslos außer Konkurrenz beim Filmfestival vor, wobei vor allem die Weltpremiere von E.T. als Abschlussfilm des Festivals 1982 für Aufsehen sorgte. Spielberg selbst bezeichnet die Erinnerung daran bis heute als „eine der lebhaftesten“ seiner Karriere. Das Festival hätte in der Vergangenheit mehrfach versucht, den US-Amerikaner als Jurypräsidenten zu gewinnen, was aber stets an Terminkonflikten gescheitert sei. Erst 2011 habe Spielberg im Prinzip einer Jurypräsidentschaft zwei Jahre später zugestimmt. Er ist nach Robert De Niro (2011) Tim Burton (2010) und Sean Penn (2008) der vierte US-amerikanische Jurypräsident innerhalb der letzten sechs Jahre.
Wie in den Vorjahren standen dem Jurypräsidenten mehrere Jurymitglieder zur Seite, deren Namen am 23. April präsentiert wurden. Es handelte sich ausschließlich um Filmschaffende:
- Daniel Auteuil, französischer Schauspieler (Darstellerpreis in Cannes 1996)
- Vidya Balan, indische Schauspielerin
- Naomi Kawase, japanische Filmregisseurin (Caméra d’Or 1997, Großer Preis der Jury 2007)
- Nicole Kidman, australische Schauspielerin und Filmproduzentin
- Ang Lee, taiwanischer Filmregisseur, -produzent und Drehbuchautor (Teilnehmer am Wettbewerb von Cannes 1997 und 2009)
- Cristian Mungiu, rumänischer Drehbuchautor, Filmregisseur und -produzent (Goldene Palme 2007, Drehbuchpreis 2012)
- Lynne Ramsay, britische Drehbuchautorin, Filmregisseurin und -produzentin (Teilnehmerin am Wettbewerb von Cannes 2011)
- Christoph Waltz, österreichisch-deutscher Schauspieler (Darstellerpreis 2009)

#### Konkurrenten um die Goldene Palme
Das offizielle Wettbewerbsprogramm wurde am 18. April 2013 vom künstlerischen Leiter Thierry Frémaux und Festivalpräsident Gilles Jacob im Pariser Kino UGC Normandie der Öffentlichkeit vorgestellt. Zugelassen für den Wettbewerb um die Goldene Palme für den besten Spielfilm waren Produktionen, die innerhalb der letzten 12 Monate vor Festivalbeginn fertiggestellt worden waren. Die eingereichten Beiträge durften vorab an keinem internationalen Festival teilgenommen haben, außerhalb ihres Ursprungslandes noch nicht kommerziell ausgewertet und nicht im Fernsehen noch Internet präsentiert werden. Laut Frémaux wurden insgesamt 1858 Langfilme für das Festival eingereicht. Jim Jarmuschs Wettbewerbsbeitrag Only Lovers Left Alive wurde am 26. April nachgereicht.
Wie in den Vorjahren wurden die meisten der konkurrierenden Regiearbeiten in Europa produziert oder koproduziert (11), gefolgt von Nordamerika (sieben) und Asien (drei). Drei der eingeladenen Filmemacher konnten in der Vergangenheit den Hauptpreis der Filmfestspiele von Cannes bereits gewinnen – Joel Coen (1991 für Barton Fink), Roman Polanski (2002 für Der Pianist), mit 79 Jahren gleichzeitig der älteste vertretene Regisseur im Wettbewerb, und Steven Soderbergh (1989 für Sex, Lügen und Video), der mit der eigentlich für das US-amerikanische Fernsehen vorgesehenen Produktion Behind the Candelabra plant, seine letzte Regiearbeit vorzustellen. Sechs Regisseure erhielten ihre erste Einladung, darunter mit dem 34-jährigen Mexikaner Amat Escalante (Heli) der jüngste Filmemacher sowie mit der italienisch-französischen Regisseurin Valeria Bruni Tedeschi (Ein Schloss in Italien) die einzige Frau im Wettbewerb. Mit dem ebenfalls zum ersten Mal um die Goldene Palme konkurrierenden Iraner Asghar Farhadi (Passé) und dem Chinesen Jia Zhangke (A Touch of Sin) sind auch zwei frühere Gewinner der Internationalen Filmfestspiele von Berlin vertreten.

#### Spielfilme
Eine Übersicht über die 20 Spielfilmproduktionen, die um die Goldene Palme konkurrieren.
| Film                                                  | Regie                  | Land                                         | Darsteller (Auswahl)                                    |
| ----------------------------------------------------- | ---------------------- | -------------------------------------------- | ------------------------------------------------------- |
| Behind the Candelabra                                 | Steven Soderbergh      | Vereinigte Staaten                           | Michael Douglas, Matt Damon, Dan Aykroyd                |
| Borgman                                               | Alex van Warmerdam     | Niederlande, Belgien, Dänemark               | Jan Bijvoet, Tom Dewispelaere, Sara Hjort Ditlevsen     |
| La grande bellezza (The Great Beauty)                 | Paolo Sorrentino       | Italien, Frankreich                          | Toni Servillo, Carlo Verdone, Sabrina Ferilli           |
| Grigris Glück (Grigris)                               | Mahamat-Saleh Haroun   | Tschad, Frankreich                           | Soulémane Démé, Anaïs Monory, Cyril Gueï                |
| Heli                                                  | Amat Escalante         | Mexiko, Deutschland, Niederlande, Frankreich | Armando Espitia, Linda González, Juan Eduardo Palacios  |
| The Immigrant                                         | James Gray             | Vereinigte Staaten, Frankreich               | Marion Cotillard, Joaquin Phoenix, Jeremy Renner        |
| Inside Llewyn Davis                                   | Joel Coen Ethan Coen   | Vereinigte Staaten                           | Oscar Isaac, Carey Mulligan, John Goodman               |
| Jung & Schön (Jeune & Jolie)                          | François Ozon          | Frankreich                                   | Marine Vacth, Géraldine Pailhas, Frédéric Pierrot       |
| Jimmy P. (Psychotherapy of a Plains Indian)           | Arnaud Desplechin      | Frankreich                                   | Benicio del Toro, Mathieu Amalric, Gina McKee           |
| Michael Kohlhaas                                      | Arnaud des Pallières   | Frankreich, Deutschland                      | Mads Mikkelsen, Mélusine Mayance, Delphine Chuillot     |
| Nebraska                                              | Alexander Payne        | Vereinigte Staaten                           | Bruce Dern, Will Forte, June Squibb                     |
| Only God Forgives                                     | Nicolas Winding Refn   | Dänemark, Frankreich                         | Ryan Gosling, Kristin Scott Thomas, Vithaya Pansringarm |
| Only Lovers Left Alive                                | Jim Jarmusch           | Vereinigtes Königreich, Deutschland          | Tom Hiddleston, Tilda Swinton, Mia Wasikowska           |
| Le passé – Das Vergangene (Le Passé)                  | Asghar Farhadi         | Frankreich, Italien                          | Bérénice Bejo, Tahar Rahim, Ali Mosaffa                 |
| Ein Schloss in Italien                                | Valeria Bruni Tedeschi | Frankreich                                   | Valeria Bruni Tedeschi, Louis Garrel, Filippo Timi      |
| Like Father, Like Son (Soshite chichi ni naru)        | Hirokazu Koreeda       | Japan                                        | Masaharu Fukuyama, Machiko Ono, Yōko Maki, Lily Franky  |
| A Touch of Sin (Tian zhu ding)                        | Jia Zhangke            | Volksrepublik China, Japan                   | Jiang Wu, Meng Li, Lanshan Luo                          |
| La Vénus à la fourrure (Venus in Fur)                 | Roman Polanski         | Frankreich                                   | Mathieu Amalric, Emmanuelle Seigner                     |
| Blau ist eine warme Farbe (Blue Is the Warmest Color) | Abdellatif Kechiche    | Frankreich, Belgien, Spanien                 | Léa Seydoux, Adèle Exarchopoulos, Salim Kechiouche      |
| Wara no tate (Shield of Straw)                        | Takashi Miike          | Japan                                        | Takao Ōsawa, Nanako Matsushima, Tatsuya Fujiwara        |

### Außer Konkurrenz und Sonderaufführungen
Außer Konkurrenz werden im Rahmen des offiziellen Programms folgende Filme vorgestellt:
- All Is Lost – Regie: J. C. Chandor (mit Robert Redford)
- Blood Ties – Regie: Guillaume Canet (mit Clive Owen, Billy Crudup, Mila Kunis, Marion Cotillard)
- Der Letzte der Ungerechten – Regie: Claude Lanzmann (mit Claude Lanzmann, Benjamin Murmelstein)
- The Great Gatsby – Regie: Baz Luhrmann (mit Leonardo DiCaprio, Tobey Maguire, Carey Mulligan) (Eröffnungsfilm)
- Zulu – Regie: Jérôme Salle (mit Orlando Bloom, Forest Whitaker, Conrad Kemp) (Abschlussfilm)

Mitternachtsaufführungen („Séances de minuit“)
- Monsoon Shootout – Regie: Amit Kumar (mit Nawazuddin Siddiqui, Tannishtha Chatterjee, Jayant Gadekar)
- Blind Detective (Mam Tam) – Regie: Johnnie To (mit Andy Lau, Sammi Cheng)

Aufführung zu Ehren von Jerry Lewis
- Max Rose – Regie: Daniel Noah (mit Claire Bloom, Jerry Lewis, Kevin Pollak)

Sonderaufführungen („Séances Spéciales“)
- Muhammad Ali’s Greatest Fight – Regie: Stephen Frears (mit Benjamin Walker, Christopher Plummer, Frank Langella)
- Seduced and Abandoned – Regie: James Toback (Dokumentarfilm mit Martin Scorsese, Alec Baldwin, Roman Polanski)
- Stop the Pounding Heart – Regie: Roberto Minervini
- Week End of a Champion – Regie: Roman Polanski

Gala-Aufführung zu Ehren des Gastlands Indien
- Bombay Talkies – Regie: Zoya Akhtar, Dibakar Banerjee, Karan Johar, Anurag Kashyap (mit Katrina Kaif, Amitabh Bachchan, Rani Mukerji, Anil Kapoor)

### Un Certain Regard

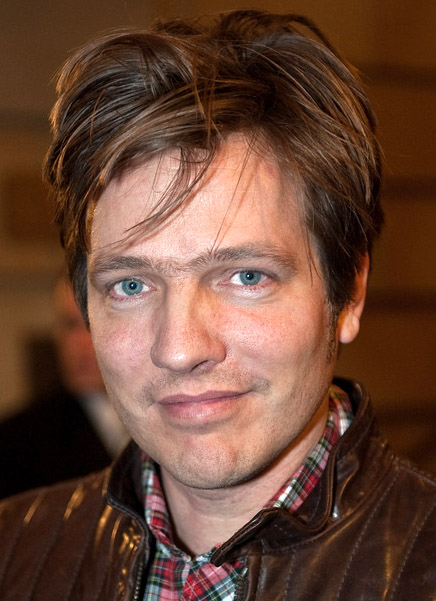
Thomas Vinterberg leitete die Jury der Reihe Un Certain Regard

In der Reihe Un Certain Regard (deutsch ‚Ein gewisser Blick‘) werden vornehmlich Werke von wenig bekannten Filmemachern gezeigt, die mit einem 30.000 Euro dotierten Preis ausgezeichnet werden. Die Jury stand unter der Leitung des Dänen Thomas Vinterberg, der 1998 mit dem ersten Dogma-Film Das Fest (Preis der Jury) sowie 2012 mit Die Jagd um die Goldene Palme konkurrierte. Die übrigen Jurymitglieder waren die Schauspielerinnen Ludivine Sagnier (Frankreich) und Zhang Ziyi (China; Jurymitglied im Wettbewerb um die Goldene Palme 2006), die brasilianische Festivalleiterin Ilda Santiago (Festival de Rio) und der spanische Produzent und Verleiher Enrique González Macho.
Das Programm mit 15 Filmen wurde am 18. April 2013 bekannt gegeben und am 26. April um drei weitere Filme ergänzt.
| Film                                                       | Regie              | Land                              | Darsteller (Auswahl)                                                 |
| ---------------------------------------------------------- | ------------------ | --------------------------------- | -------------------------------------------------------------------- |
| As I Lay Dying                                             | James Franco       | Vereinigte Staaten                | James Franco, Logan Marshall-Green, Jim Parrack                      |
| Bends                                                      | Flora Lau          | Volksrepublik China               | Carina Lau, Kun Chen                                                 |
| The Bling Ring                                             | Sofia Coppola      | Vereinigte Staaten                | Emma Watson, Leslie Mann, Taissa Farmiga                             |
| Manuscripts Don’t Burn (Dast-Neveshtehaa Nemisoozan)       | Mohammad Rasulof   | Iran                              |                                                                      |
| Death March                                                | Adolfo Alix jr.    | Philippinen                       | Sam Milby, Zanjoe Marudo, Ejay Falcon                                |
| Nächster Halt: Fruitvale Station (Fruitvale Station)       | Ryan Coogler       | Vereinigte Staaten                | Octavia Spencer, Michael B. Jordan, Chad Michael Murray              |
| Grand Central                                              | Rebecca Zlotowski  | Frankreich                        | Léa Seydoux, Tahar Rahim, Olivier Gourmet                            |
| L’Image manquante                                          | Rithy Panh         | Kambodscha                        |                                                                      |
| Der Fremde am See (L’inconnu du lac)                       | Alain Guiraudie    | Frankreich                        | Patrick d’Assumçao, Christophe Paou, Pierre Deladonchamps            |
| La jaula de oro                                            | Diego Quemada-Diez | Spanien                           | Ramón Medína, Rodolfo Dominguez, Brandon López                       |
| Miele                                                      | Valeria Golino     | Frankreich, Italien               | Jasmine Trinca, Carlo Cecchi, Vinicio Marchioni                      |
| My Sweet Pepper Land                                       | Hiner Saleem       | Frankreich, Deutschland           | Korkmaz Arslan, Golshifteh Farahani, Suat Usta                       |
| Norte, hangganan ng kasaysayan (Norte, the End of History) | Lav Diaz           | Philippinen                       |                                                                      |
| Omar                                                       | Hany Abu-Assad     | Palästinensische Autonomiegebiete | Waleed Zuaiter, Adam Bakri, Samer Bisharat                           |
| Les Salauds – Dreckskerle (Les Salauds)                    | Claire Denis       | Frankreich                        | Vincent Lindon, Chiara Mastroianni, Julie Bataille                   |
| Sarah préfère la course (Sarah would rather run)           | Chloé Robichaud    | Kanada                            | Sophie Desmarais, Jean-Sébastien Courchesne, Geneviève Boivin-Roussy |
| Tore tanzt                                                 | Katrin Gebbe       | Deutschland                       | Julius Feldmeier, Sascha Alexander Gersak, Swantje Kohlhof           |
| Wakolda                                                    | Lucía Puenzo       | Argentinien                       | Natalia Oreiro, Diego Peretti, Alex Brendemühl                       |

### Kurzfilmwettbewerb

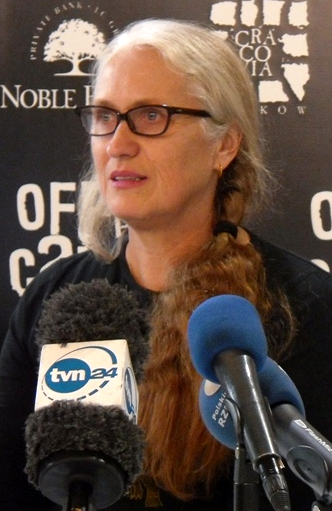
Jane Campion, Jurypräsidentin des Kurzfilmwettbewerbs und der Reihe Cinéfondation

Der Jury des Kurzfilmwettbewerbs, in dem ebenfalls eine Goldene Palme vergeben wird, stand die Neuseeländerin Jane Campion vor. Die Filmregisseurin und Drehbuchautorin erhielt bis 2009 vier Einladungen nach Cannes. Sie ist die bisher einzige Filmemacherin die sowohl den Hauptpreis für den besten Kurzfilm (1986 für An Exercise in Discipline – Peel) als auch für den besten Spielfilm (1993 für Das Piano) gewinnen konnte. Weitere Jurymitglieder waren die äthiopische Schauspielerin, Filmemacherin und Filmproduzentin Maji-Da Abdi, die italienische Schauspielerin und Regisseurin Nicoletta Braschi, die indische Schauspielerin und Regisseurin Nandita Das und der türkische Filmregisseur und Drehbuchautor Semih Kaplanoğlu.
Die Beiträge wurden gemeinsam mit jenen aus der Reihe Cinéfondation am 18. April 2013 bekannt gegeben. Insgesamt wurden neun Filme aus 3500 Einsendungen aus 132 Ländern ausgewählt. Den Regularien nach durfte die Gesamtlänge 15 Minuten nicht überschreiten. Erstmals in den Wettbewerb gelangte mit Condom Lead ein Beitrag aus den Palästinensischen Autonomiegebieten.
| Film                                              | Regie                                  | Land                              | Länge (in min) |
| ------------------------------------------------- | -------------------------------------- | --------------------------------- | -------------- |
| 37°4 S                                            | Adriano Valerio                        | Frankreich                        | 11’            |
| Bishtar az do saat (More than two Hours)          | Ali Asgari                             | Iran                              | 15’            |
| Condom Lead                                       | Mohammed Abou Nasser Ahmad Abou Nasser | Palästinensische Autonomiegebiete | 14’            |
| Hvalfjordur (Whale Valley)                        | Guðmundur Arnar Guðmundsson            | Island, Dänemark                  | 15’            |
| Inseki to impotence (The Meteorite and Impotence) | Omoi Sasaki                            | Japan                             | 10’            |
| Mont Blanc                                        | Gille Coulier                          | Belgien                           | 14’            |
| Olena                                             | Elzbieta Benkowska                     | Polen                             | 14’            |
| Ophelia                                           | Annarita Zambrano                      | Frankreich                        | 15’            |
| Safe                                              | Moon Byoung-gon                        | Südkorea                          | 13’            |

### Cinéfondation
Für die 1998 ins Leben gerufene Reihe Cinéfondation werden Kurzfilmarbeiten aus der ganzen Welt ausgewählt, darunter sowohl Animations- als auch Realfilme. Das Programm hilft jungen Filmstudenten bei der Förderung und Fertigstellung ihrer Projekte. 2013 wurden mehr als 1550 Filme aus 277 Filmhochschulen eingereicht. 18 Filme aus 14 Ländern wurden ausgewählt, darunter erstmals ein Beitrag einer chilenischen Filmhochschule.
Als Jury der drei Cinéfondation-Preise fungierte die Kurzfilmjury um Jane Campion.
| Film                                                              | Regie                         | Land (Hochschule)                                            | Länge (in min) |
| ----------------------------------------------------------------- | ----------------------------- | ------------------------------------------------------------ | -------------- |
| Asunción                                                          | Camila Luna Toledo            | Chile (PUC)                                                  | 21’            |
| Au-delà de l’hiver (After the Winter)                             | Jow Zhi Wei                   | Frankreich (Le Fresnoy)                                      | 19’            |
| Babaga                                                            | Gan de Lange                  | Israel (The Sam Spiegel Film & TV School)                    | 26’            |
| Contrafábula de una niña disecada (Fable of a Blood-Drained Girl) | Alejandro Iglesias Mendizabal | Mexiko (Centro de Capacitación Cinematográfica)              | 25’            |
| Danse macabre                                                     | Małgorzata Rżanek             | Polen (Akademie der Bildenden Künste Warschau)               | 5’             |
| Duet                                                              | Navid Danesh                  | Iran (Karnameh Film School)                                  | 24’            |
| En attendant le dégel (Waiting for the Thaw)                      | Sarah Hirtt                   | Belgien (INSAS)                                              | 20’            |
| Exil (Exile)                                                      | Vladilen Vierny               | Frankreich (La fémis)                                        | 16’            |
| Going South                                                       | Jefferson Moneo               | Vereinigte Staaten (Columbia University)                     | 15’            |
| În acvariu (In the Fishbowl)                                      | Tudor Cristian Jurgiu         | Rumänien (UNATC)                                             | 20’            |
| The Magnificent Lion Boy                                          | Ana Caro                      | Vereinigtes Königreich (National Film and Television School) | 10’            |
| Mañana todas las cosas (Tomorrow All the Things)                  | Sebastián Schjaer             | Argentinien (UCINE)                                          | 17’            |
| Needle                                                            | Anahita Ghazvinizadeh         | Vereinigte Staaten (Art Institute of Chicago)                | 21’            |
| The Norm of Life                                                  | Evgeny Byalo                  | Russland (High Courses for Scriptwriters and Film Directors) | 23’            |
| Pandy (Pandas)                                                    | Matúš Vizár                   | Tschechische Republik (FAMU)                                 | 12’            |
| Seon (The Line)                                                   | Kim Soo-Jin                   | Südkorea (Chung-Ang University)                              | 27’            |
| Stepsister                                                        | Joey Izzo                     | Vereinigte Staaten (San Francisco State University)          | 18’            |
| O Šunce (Ham Story)                                               | Eliška Chytkova               | Tschechische Republik (Tomáš-Baťa-Universität in Zlín)       | 6’             |

## Nebenreihen

### Semaine de la critique
Parallel zur Vergabe der Goldenen Palme widmet sich die seit 1962 bestehende Nebensektion Semaine de la critique (bis 2007 Semaine internationale de la critique) der Entdeckung neuer Talente. Ausgerichtet vom Syndicat français de la critique de cinéma konkurrieren ausschließlich Erstlingsfilme oder Zweitwerke junger Regisseure. Der Wettbewerb umfasste in der Vergangenheit stets sieben Spielfilme und sieben Kurzfilmarbeiten, die seit 1990 mit verschiedenen Preisen ausgezeichnet werden. Begleitet wird die „internationale Kritikerwoche“ von Sonderaufführungen zahlreicher Kurzfilme.
Das Programm der 52. Semaine internationale de la critique wurde am 21. April 2013 bekannt gegeben. Die Reihe selbst wurde vom 16. bis 24. Mai veranstaltet.

#### Langfilme
| Film                                 | Regie                            | Land                            | Darsteller (Auswahl)                           |
| ------------------------------------ | -------------------------------- | ------------------------------- | ---------------------------------------------- |
| Le Démantèlement (The Dismantlement) | Sébastien Pilote                 | Kanada                          | Gabriel Arcand, Gilles Renaud, Lucie Laurier   |
| Los Dueños                           | Agustin Toscano Ezequiel Radusky | Argentinien                     | Rosario Bléfari, Germán De Silva, Sergio Prina |
| For Those in Peril                   | Paul Wright                      | Vereinigtes Königreich          | George Mackay, Kate Dickie, Nichola Burley     |
| Lunchbox (Dabba)                     | Ritesh Batra                     | Indien, Frankreich, Deutschland | Irrfan Khan, Nimrat Kaur, Nawazuddin Siddiqui  |
| The Mayor                            | Yury Bykov                       | Russland                        | Denis Shevod, Irina Nizina, Ilya Isaev         |
| Salvo                                | Fabio Grassadonia Antonio Piazza | Italien, Frankreich             | Saleh Bakri, Sara Serraiocco, Luigi Lo Cascio  |

#### Kurzfilme
| Film                           | Regie            | Land                            | Länge (in min) |
| ------------------------------ | ---------------- | ------------------------------- | -------------- |
| Agit Pop                       | Nicolas Pariser  | Frankreich                      | 31'            |
| Breathe me                     | Han Eun-young    | Südkorea                        | 20'            |
| Komm und Spiel (Come and Play) | Daria Belova     | Deutschland                     | 30'            |
| La lampe au beurre de Yak      | Hu Wei           | Volksrepublik China, Frankreich | 7'             |
| Océan                          | Emmanuel Laborie | Frankreich                      | 31'            |
| The Opportunist                | David Lassiter   | Vereinigtes Königreich          | 15'            |
| Pátio                          | Ali Muritiba     | Brasilien                       | 17'            |
| Pleasure                       | Ninja Thyberg    | Schweden                        | 15'            |
| Tau Seru                       | Rodd Rathjen     | Indien, Australien              | 8'             |
| Vikingar                       | Magali Magistry  | Frankreich, Island              | 15'            |

### Quinzaine des réalisateurs

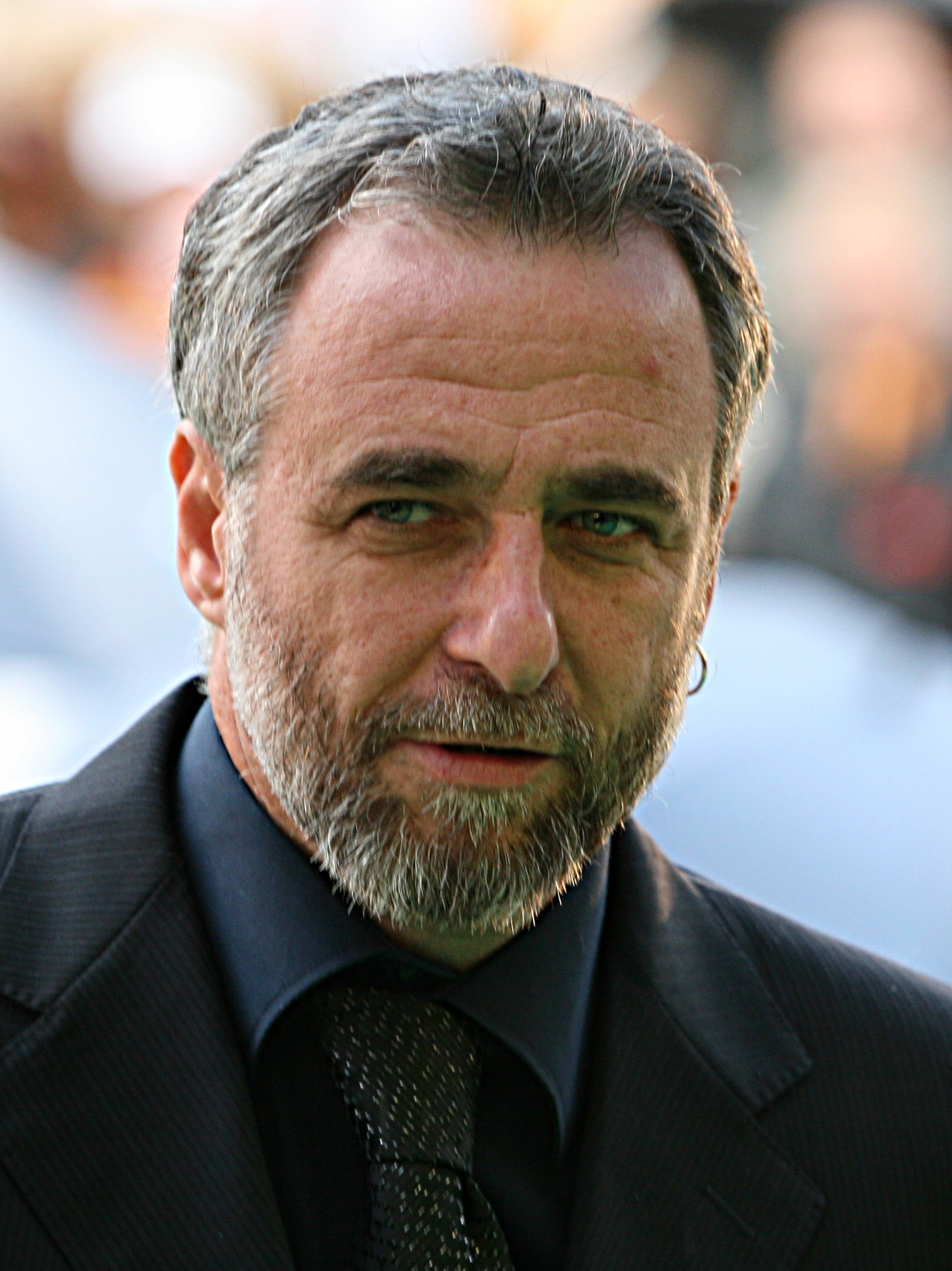
Ari Folman eröffnete die Quinzaine des réalisateurs mit The Congress

Die Nebenreihe Quinzaine des Réalisateurs (dt.: „Zwei Wochen der Regisseure“) wurde 1969 in Anlehnung an die ein Jahr zuvor stattgefundenen Maiunruhen ins Leben gerufen und wird von der Société des réalisateurs de films (SRF) organisiert. Gezeigt werden Langfilme (Dokumentar- und Spielfilme) sowie eine Vielzahl an Kurzfilmen aus aller Welt, ohne dass ein Preis vergeben wird.
Das Programm wurde am 23. April 2013 bekannt gegeben. Die Reihe selbst wurde vom 16. bis 26. Mai veranstaltet. Als Eröffnungsfilm wurde Ari Folmans The Congress (Le Congrès) benannt. Einen Ehrenpreis der SRF, die Carrosse d’Or, erhielt Jane Campion.

#### Langfilme
| Film                                                                | Regie                | Land                                       | Darsteller (Auswahl)                                        |
| ------------------------------------------------------------------- | -------------------- | ------------------------------------------ | ----------------------------------------------------------- |
| A Strange Course of Events                                          | Raphaël Nadjari      | Israel, Frankreich                         | Uri Pepper, Moni Moshonov, Michaela Eshet                   |
| Les Apaches                                                         | Thierry de Peretti   | Frankreich                                 | Aziz El Addachi, Hamza Mezziani, Joseph Ebrard              |
| Après la nuit (Até ver a luz)                                       | Basil Da Cunha       | Schweiz                                    | Pedro Ferreira, Joao Veiga, Nelson da Cruz Duarte Rodrigues |
| Blue Ruin                                                           | Jeremy Saulnier      | Vereinigte Staaten                         | Eve Plumb, Amy Hargreaves, David W. Thompson                |
| The Congress                                                        | Ari Folman           | Vereinigte Staaten                         | Robin Wright, Paul Giamatti, Harvey Keitel                  |
| The Dance of Reality                                                | Alejandro Jodorowsky | Chile                                      | Alejandro Jodorowsky, Brontis Jodorowsky                    |
| L’Escale                                                            | Kaveh Bakhtiari      | Frankreich, Schweiz                        |                                                             |
| La Fille du 14 Juillet                                              | Antonin Peretjatko   | Frankreich                                 | Vimala Pons, Vincent Macaigne, Grégoire Tachnakian          |
| Henri                                                               | Yolande Moreau       | Frankreich, Belgien                        | Miss Ming, Pippo Delbono                                    |
| Ilo Ilo                                                             | Anthony Chen         | Singapur                                   |                                                             |
| Jodorowsky’s Dune                                                   | Frank Pavich         | Vereinigte Staaten, Frankreich             |                                                             |
| Les Garçons et Guillaume, à table!                                  | Guillaume Gallienne  | Frankreich                                 | Guillaume Gallienne, André Marcon, Françoise Fabian         |
| Magic Magic                                                         | Sebastián Silva      | Vereinigte Staaten                         | Juno Temple, Michael Cera, Emily Browning                   |
| On the Job                                                          | Erik Matti           | Philippinen                                | Joël Torre, Gerald Anderson, Piolo Pascual                  |
| The Last Days on Mars                                               | Ruairí Robinson      | Vereinigte Staaten, Vereinigtes Königreich | Liev Schreiber, Elias Koteas, Romola Garai                  |
| The Selfish Giant                                                   | Clio Barnard         | Vereinigtes Königreich                     | Sean Gilder, Siobhan Finneran, Lorraine Ashbourne           |
| Der Sommer der fliegenden Fische (El verano de los peces voladores) | Marcela Said         | Chile                                      |                                                             |
| Tip Top                                                             | Serge Bozon          | Frankreich                                 | Isabelle Huppert, Sandrine Kiberlain, François Damiens      |
| Ugly                                                                | Anurag Kashyap       | Indien                                     | Ronit Roy, Vipin Sharma                                     |
| Un voyageur                                                         | Marcel Ophüls        | Frankreich                                 |                                                             |
| We Are What We Are                                                  | Jim Mickle           | Vereinigte Staaten                         | Kelly McGillis, Ambyr Childers, Odeya Rush                  |

#### Kurzfilme
| Film                                                                       | Regie                 | Land | Länge (in min) |
| -------------------------------------------------------------------------- | --------------------- | ---- | -------------- |
| Gambozinos                                                                 | João Nicolau          |      |                |
| Lágy Eső                                                                   | Dénes Nagy            |      |                |
| Le Quepa sur la vilni!                                                     | Yann Le Quellec       |      |                |
| Man kann nicht alles auf einmal tun, aber man kann alles auf einmal lassen | Marie-Elsa Sgualdo    |      |                |
| O umbra de nor                                                             | Radu Jude             |      |                |
| Pouco mais de um mês                                                       | André Novais Oliveira |      |                |
| Que je tombe tout le temps?                                                | Eduardo Williams      |      |                |
| Solecito                                                                   | Oscar Ruiz Navia      |      |                |
| Swimmer                                                                    | Lynne Ramsay          |      |                |

## Caméra d’Or

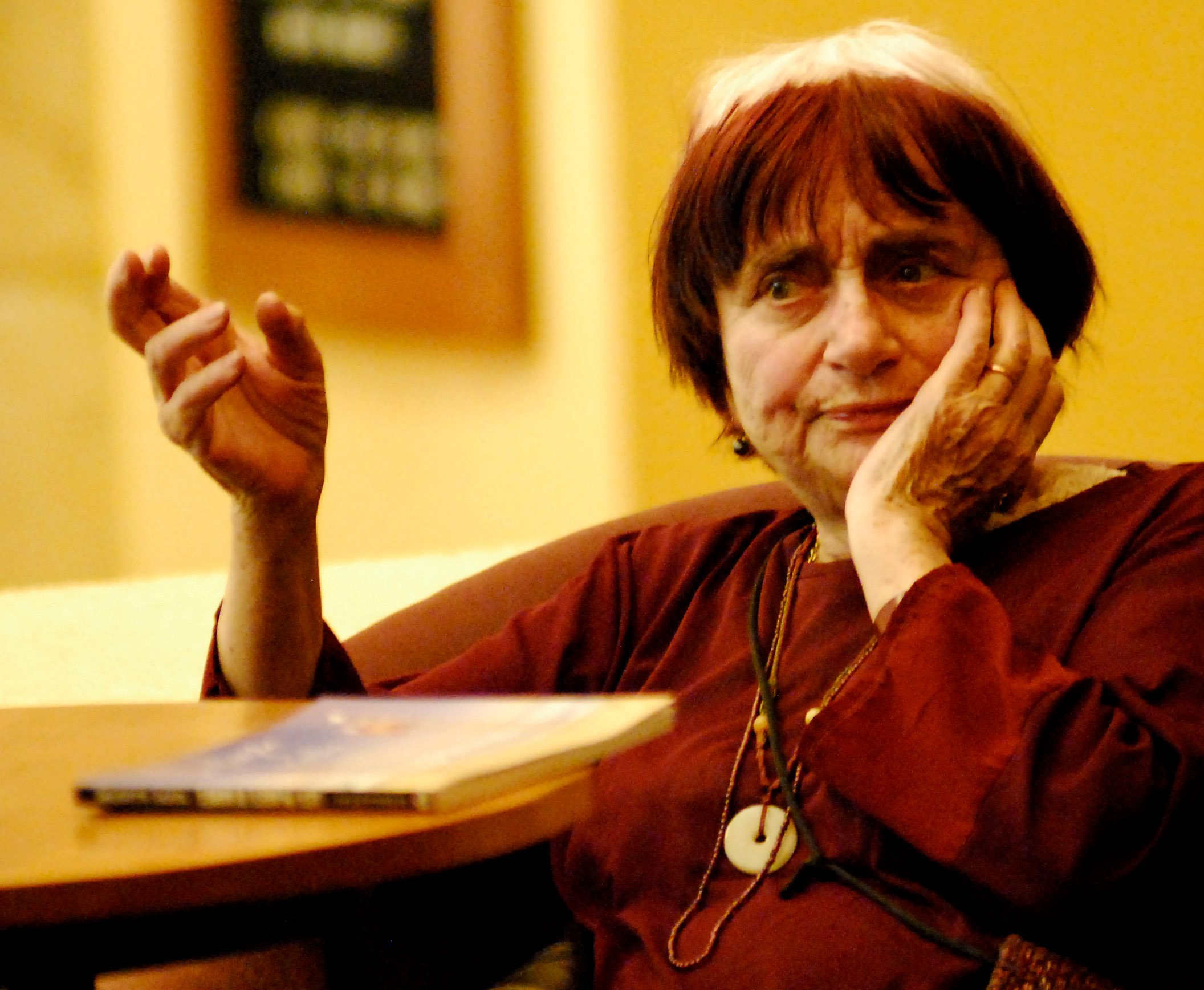
Agnès Varda

Mit der Caméra d’Or („Goldene Kamera“) wird seit 1978 der beste Debütfilm eines Regisseurs ausgezeichnet, unabhängig in welcher Sektion dieser vertreten ist. Der internationalen Jury stand die französische Filmemacherin Agnès Varda vor. Unterstützt wurde sie von den Jurymitgliedern Isabel Coixet (Filmregisseurin, Spanien), Régis Wargnier (Filmregisseur, Frankreich), Chloé Rolland (Syndicat français de la critique de cinéma), Michel Abramowicz (AFC), Éric Guirado (SRF) und Gwénolé Bruneau (Ficam).

## Preisträger

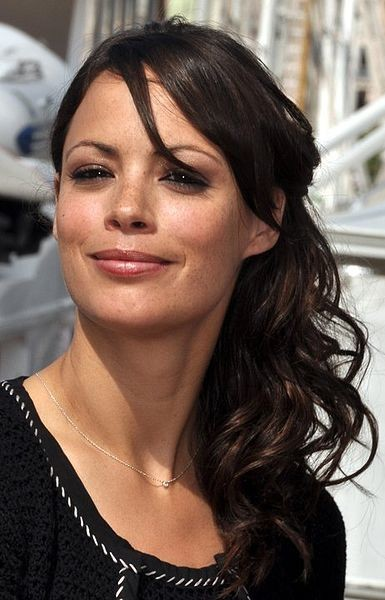
Bérénice Bejo wurde für ihre Rolle in Le Passé ausgezeichnet

### Wettbewerb
- Goldene Palme für den besten Film: Blau ist eine warme Farbe von Abdellatif Kechiche
- Großer Preis der Jury: Inside Llewyn Davis von Ethan und Joel Coen
- Preis der Jury: Like Father, Like Son von Hirokazu Koreeda
- Beste Regie: Amat Escalante (Heli)
- Bester Darsteller: Bruce Dern (Nebraska)
- Beste Darstellerin: Bérénice Bejo (Le passé – Das Vergangene)
- Bestes Drehbuch: Jia Zhangke (A Touch of Sin)

### Kurzfilmwettbewerb
- Goldene Palme für den besten Kurzfilm: Safe von Moon Byoung-gon
- Lobende Erwähnung: Hvalfjordur von Guðmundur Arnar Guðmundsson und 37°4 S von Adriano Valerio

### Goldene Kamera
- Goldene Kamera für den besten Debütfilm: Ilo Ilo von Anthony Chen

### Un Certain Regard
- Hauptpreis: Das fehlende Bild von Rithy Panh
- Preis der Jury: Omar von Hany Abu-Assad
- Regiepreis: Alain Guiraudie (Der Fremde am See)
- „Prix de l’Avenir“: Fruitvale Station von Ryan Coogler

### Cinéfondation
- 1. Preis: Needle – Regie: Anahita Ghazvinizadeh
- 2. Preis: En attendant le dégel – Regie: Sarah Hirtt
- 3. Preis: Pandy – Regie: Matúš Vizár und În acvariu – Regie: Tudor Cristian Jurgiu

### Semaine de la critique
- „Grand Prix Nespresso de la Semaine de la Critique“: Salvo – Regie: Fabio Grassadonia, Antonio Piazza
- Lobende Erwähnung: Los Dueños – Regie: Agustin Toscano, Ezequiel Radusky
- „France 4 Visionary Award“: Salvo – Regie: Fabio Grassadonia, Antonio Piazza
- „Prix SACD“: Le Démantèlement – Regie: Sébastien Pilote
- „Grand Prix Canal+“ für den besten Kurzfilm: Komm und spiel – Regie: Daria Belova

### Quinzaine des réalisateurs
- „Art Cinema Award“: Les Garçons et Guillaume, à table! – Regie: Guillaume Gallienne
- „Prix SACD“: Les Garçons et Guillaume, à table! – Regie: Guillaume Gallienne
- „Label Europa Award“: The Selfish Giant – Regie: Clio Barnard
- Illy-Preis für den besten Kurzfilm: Gambozinos – Regie: João Nicolau

### Weitere Preise
- „Prix Vulcain de l’artiste technicien“: Antoine Héberlé (Kamera für Grigris Glück)
- Preis der Ökumenischen Jury: Le passé – Das Vergangene – Regie: Asghar Farhadi
- Lobende Erwähnung der ökumenischen Jury: Like Father, Like Son – Regie: Hirokazu Koreeda und Miele – Regie: Valeria Golino
- FIPRESCI-Preis für den besten Wettbewerbsfilm: Blau ist eine warme Farbe – Regie: Abdellatif Kechiche
- FIPRESCI-Preis für den besten Film der Sektion „Un Certain Regard“: Manuscripts Don’t Burn – Regie: Mohammad Rasulof
- FIPRESCI-Preis für den besten Film aus einer Nebenreihe: Blue Ruin – Regie: Jeremy Saulnier

## Weitere Filme und Programmpunkte
Im Rahmen des Festivals wurde eine restaurierte Fassung von Alfred Hitchcocks Vertigo – Aus dem Reich der Toten (1958) gezeigt. Hauptdarstellerin Kim Novak war bei der Aufführung anwesend und überreichte bei der abschließenden Preisverleihung den Grand Prix der Jury an Ethan und Joe Coen.
Mit der Reihe L’Atelier werden seit 2005 weltweite Filmprojekte unterstützt. Filmregisseure und ihre Produzenten werden nach Cannes eingeladen, wo Treffen mit Fachleuten stattfinden, um die Finanzierung der Projekte voranzutreiben. 2013 werden 15 Projekte aus 14 Ländern unterstützt.